# Liga Artigueña de Fútbol
La Liga Artigueña de Fútbol es la institución que se encarga de la promoción, organización y reglamentación de las competiciones de alto rendimiento del fútbol realizadas en la ciudad de General Artigas. Está afiliada a la Federación de Fútbol del Séptimo Departamento de Itapúa y esta a su vez a la UFI.
Tiene a su cargo el desarrollo del Torneo interno de mayores y juveniles de los clubes afiliados a la misma, así como la representación de la entidad, a través de la Selección Artigueña de Fútbol.

## Presidentes
Fueron:
- Gregorio Ortigoza
- Luís Melgarejo
- Felipe Britez Portillo
- Jorge Sotelo
- Amado Ríos
- Cesar Lugo
- Alfredo García
- Rubén Barboza
- Oscar González
- Aquiles Acuña
- Osvaldo Villalba
- Rubén García
- Ulises Ariel Acuña
- Denis Ramón Barúa
- Oscar Garcia Centurion
- Denis Sanabria Rodríguez

## Primeros años
Los clubes que integraron originalmente la Liga Artigueña de Fútbol fueron El club Lomas Valentinas, Sportivo Obrero, Sportivo General Artigas, y 24 de Junio, ya que estos clubes participaban en los campeonatos de la Liga Tebicuary de Fútbol de San Pedro del Paraná, así también el club 15 de Agosto que formaba parte de la Liga Tacuary de Deportes perteneciente a la ciudad de Coronel Bogado.
La liga fue fundada en 1976 y el primer campeonato se inició con ocho clubes, el club 15 de Agosto, Lomas Valentinas, Sportivo Obrero, Sportivo General Artigas, 12 de Junio, Guaraní FBC, 1.º de Marzo, y 24 de Junio. El Club Sportivo Obrero sería el primer campeón en su propia cancha.
Posteriormente se sumaron a la Liga Artigueña de Fútbol los clubes como: el Ferroviario, 13 de Junio, Nacional, Sol de Mayo, 15 de Mayo, San Juan, y Atlético Guaraní, de esta manera la Liga Artigueña llegó a estar compuesta por 15 clubes.
Debido a los problemas económicos, la falta de dirigentes y jugadores, algunos de estos clubes dejan de participar en los campeonatos de la Liga Artigueña de Fútbol, tal es el caso de los clubes: 15 de Mayo, Nacional, Sol de Mayo, 24 de Junio, 1.º de Marzo, San Juan, y el club 13 de Junio que había abandonado la Liga Artigueña en el año 1980, y luego 30 años después se vuelve a reincorporar a la Liga Artigueña de Fútbol.

## Logros
- Incorporación y/o afiliación de más clubes.
- Reconocido por la Asociación Paraguaya de Fútbol
- 1987 Campeón de Mayores. Posteriormente los partidos se disputaron en el Estadio de los Defensores del Chaco. La Liga Artigueña llegó hasta los cuartos de finales del Campeonato Nacional de Interligas.
- 1992 Subcampeón Regional en Categoría Juvenil.
- 2005 Se consagra Vicecampeón Regional.
- 2009 Obtiene el título de Vicecampeón Regional.[2]

## Clubes actuales
| Nombre                        | Sede       | Fundación                         |
| ----------------------------- | ---------- | --------------------------------- |
| Club Lomas Valentinas         | Bº Nº 3    | 22 de diciembre de 1935 (89 años) |
| Club 12 de Junio FBC          | Bº Nº 3    | 4 de octubre de 1964 (60 años)    |
| Club Sportivo General Artigas | Bº Nº 2    | 16 de febrero de 1960 (65 años)   |
| Club Guaraní FBC              | Bº Nº 4    | 1 de mayo de 1974 (50 años)       |
| Club Atlético Guaraní         | Yukyrai    | 21 de julio de 1975 (49 años)     |
| Club 13 de Junio              | Curupayty  | 13 de junio de 1940 (84 años)     |
| Club 15 de Agosto             | Isla Alta  | 15 de agosto de 1923 (101 años)   |
| Club Ferroviario              | Islta Alta | 1 de enero de 1952 (73 años)      |
| Club Sportivo Obrero FBC      | Bº Nº 1    | 7 de diciembre de 1944 (80 años)  |

## Resumen de Campeones
- Club Lomas Valentinas (14): 1977, 1978, 1981, 1982, 1983, 1990, 1993, 1995, 2000, 2005, 2006, 2010, 2011, 2024.

- Club Sportivo General Artigas (10): 1985, 1986, 1998, 2007, 2008, 2012, 2013, 2015, 2016, 2017.

- Club Sportivo Obrero (8): 1976, 1980, 1984, 1987, 1988, 1989, 1992, 2009.

- Club Ferroviario (3): 1979, 2003, 2004.

- Club 12 de Junio FBC (2): 1991, 2001.

- Club Guaraní FBC (2): 1999, 2002.

- Club Atlético San Juan (2): 1994, 1996.

- Club Atlético Guaraní (1): 1997.

- Club 13 de Junio (1): 2014.